# Semiothisa accumulata
Semiothisa accumulata är en fjärilsart som beskrevs av Achille Guenée 1858. Semiothisa accumulata ingår i släktet Semiothisa och familjen mätare. Inga underarter finns listade i Catalogue of Life.